# Betta cracens
Betta cracens är en fiskart som beskrevs av Tan och Ng 2005. Betta cracens ingår i släktet Betta och familjen Osphronemidae. Inga underarter finns listade.